# ADR Esparza
El AD Esparza es un equipo de fútbol de Costa Rica.

## Historia
Fue fundado en el año 2013 en el cantón de Esparza en la provincia de Puntarenas con el fin de participar en la Primera División de LINAFA en la temporada 2013/14 y así tener un equipo de fútbol que represente al cantón, esto luego de que desapareciera en Esparza Carter's, equipo aficionado que ganó el título de la Primera División de LINAFA 2001/02.